# میکا لیپوننن
میکا لیپوننن (فنلاندی: Mika Lipponen؛ زادهٔ ۹ مهٔ ۱۹۶۴) بازیکن فوتبال اهل فنلاند بود.
از باشگاه‌هایی که در آن بازی کرده‌است می‌توان به باشگاه ورزشی رئال مایورکا، باشگاه فوتبال توئنته، باشگاه فوتبال تورون پالوسئورا، و باشگاه فوتبال امن اشاره کرد.
وی همچنین در تیم ملی فوتبال فنلاند بازی کرده‌است.